# Zivilmacht
Zivilmacht bezeichnet eine von Hanns W. Maull geprägte sozialkonstruktivistische Theorie der internationalen Beziehungen und zugleich ein außenpolitisches Rollenkonzept von Staaten (vor allem Deutschland und Japan) in den internationalen Beziehungen.
Die Globalisierung und die immer stärkere Abhängigkeit von Staaten fördern bei Zivilmächten die Verrechtlichung und Institutionalisierung der internationalen Beziehungen, die dort in Strategien zur "Stabilisierung der internationalen Umwelt" umgesetzt werden. Eine "idealtypische Zivilmacht" trägt aktiv zur Zivilisierung der internationalen Beziehungen bei und strebt danach, die gewaltsame Durchsetzung von Regeln (Politik durch Macht) durch die Internationalisierung sozial akzeptierter Normen (Politik durch Legitimität) zu ersetzen.
Eine Zivilmacht hält sich militärisch zurück und bevorzugt stattdessen zivile Konfliktbearbeitungsstrategien.
Nach Maull wird Deutschland im Kontext der internationalen Beziehungen als „idealtypische Zivilmacht“ beschrieben. Ein militärischer Einsatz erfolgt nur im Falle einer Selbstverteidigung (z. B. Atalanta-Mission vor Somalia) oder kollektiv legitimierter Zwangsmaßnahmen (z. B. Teilnahme am UN-Einsatz ISAF in Afghanistan).
Kirste beschreibt die Zivilisierung der Internationalen Beziehungen im Idealtypus mit drei spezifischen Zielen:
1. Gestaltungswille (Bereitschaft und Fähigkeit internationale Beziehungen durch die Initiierung multilateralen Handelns zu zivilisieren)
2. Autonomieverzicht (Bereitschaft durch den Transfer von Souveränität an internationale Institutionen als Unterstützer kollektiver Sicherheitsarrangements aufzutreten)
3. Interessensunabhängige Normdurchsetzung (Bereitschaft zur Realisierung einer zivilisierten internationalen Ordnung auch wenn dies gegen kurzfristige "nationale Interessen" verstößt)[2]